# Província de Sidi Bennour
La província de Sidi Bennour (àrab: إقليم سيدي بنور, iqlīm Sīdī Binnūr; en amazic ⵜⴰⵙⴳⴰ ⵏ ⵙⵉⴷⵉ ⴰⴱⵉ ⵉⵏⵏⵓⵔ) és una de les províncies del Marroc, fins 2015 part de la regió de Doukkala-Abda i actualment de la de Casablanca-Settat. Té una superfície de 3.007 km² i 452.448 habitants censats en 2014. La capital és Sidi Bennour.

## Divisió administrativa
La província de Sidi Bennour consta de 2 municipis i 23 comunes:
| Nom                 | Codi geogràfic | Tipus        | Llars | Població (2004) | Estrangers | Nacionals | Notes                                                                                           |
| ------------------- | -------------- | ------------ | ----- | --------------- | ---------- | --------- | ----------------------------------------------------------------------------------------------- |
| Sidi Bennour        | 181.01.07.     | Municipi     | 8000  | 39593           | 16         | 39577     |                                                                                                 |
| Zemamra             | 181.01.09.     | Municipi     | 2336  | 11896           | 1          | 11895     |                                                                                                 |
| Bni Hilal           | 181.07.01.     | Comuna rural | 2945  | 17288           | 0          | 17288     |                                                                                                 |
| Bni Tsiriss         | 181.07.03.     | Comuna rural | 2320  | 14955           | 3          | 14952     |                                                                                                 |
| Bouhmame            | 181.07.05.     | Comuna rural | 5268  | 30540           | 0          | 30540     | 7803 residents viuen al centre, anomenat Karia; 22737 residents viuen en zones rurals.          |
| Jabria              | 181.07.07.     | Comuna rural | 2994  | 17654           | 0          | 17654     |                                                                                                 |
| Khmis Ksiba         | 181.07.09.     | Comuna rural | 1064  | 6637            | 0          | 6637      |                                                                                                 |
| Koudiat Bni Dghough | 181.07.11.     | Comuna rural | 2712  | 15506           | 6          | 15500     |                                                                                                 |
| Kridid              | 181.07.13.     | Comuna rural | 2023  | 12751           | 0          | 12751     | 1638 residents viuen al centre, anomenat Sebt El Maârif; 11113 residents viuen en zones rurals. |
| Laagagcha           | 181.07.15.     | Comuna rural | 2441  | 14313           | 0          | 14313     |                                                                                                 |
| Laamria             | 181.07.17.     | Comuna rural | 2105  | 13314           | 6          | 13308     |                                                                                                 |
| Laaounate           | 181.07.19.     | Comuna rural | 3188  | 18258           | 2          | 18256     | 4465 residents viuen al centre, anomenat Laaounate; 13793 residents viuen en zones rurals.      |
| Laatatra            | 181.07.21.     | Comuna rural | 2633  | 15046           | 1          | 15045     |                                                                                                 |
| Laghnadra           | 181.11.01.     | Comuna rural | 5300  | 32091           | 0          | 32091     |                                                                                                 |
| Lgharbia            | 181.11.03.     | Comuna rural | 3808  | 23074           | 0          | 23074     |                                                                                                 |
| Lmechrek            | 181.07.23.     | Comuna rural | 2474  | 14853           | 0          | 14853     |                                                                                                 |
| Loualidia           | 181.11.05.     | Comuna rural | 2668  | 15433           | 14         | 15419     | 5826 residents viuen al centre, anomenat Loualidia; 9607 residents viuen en zones rurals.       |
| Metrane             | 181.07.25.     | Comuna rural | 2020  | 11627           | 0          | 11627     |                                                                                                 |
| M'Tal               | 181.07.27.     | Comuna rural | 2074  | 11879           | 1          | 11878     |                                                                                                 |
| Oulad Amrane        | 181.07.29.     | Comuna rural | 2167  | 11866           | 0          | 11866     | 1443 residents viuen al centre, anomenat Oulad Amrane; 10423 residents viuen en zones rurals.   |
| Oulad Boussaken     | 181.07.31.     | Comuna rural | 1221  | 7641            | 0          | 7641      |                                                                                                 |
| Oulad Sbaita        | 181.11.07.     | Comuna rural | 3872  | 24967           | 0          | 24967     |                                                                                                 |
| Oulad Si Bouhya     | 181.07.33.     | Comuna rural | 3120  | 18902           | 0          | 18902     |                                                                                                 |
| Saniat Berguig      | 181.11.09.     | Comuna rural | 4924  | 30286           | 0          | 30286     |                                                                                                 |
| Tamda               | 181.07.35.     | Comuna rural | 1768  | 9701            | 0          | 9701      |                                                                                                 |